# Nowy Wiek
Nowy Wiek – kolejowy przystanek osobowy na linii kolejowej nr 254 w dawnej wsi Nowy Wiek, w województwie warmińsko-mazurskim, w Polsce.